# Pertusaria leioplacella
Pertusaria leioplacella är en lavart som beskrevs av Nyl. Pertusaria leioplacella ingår i släktet Pertusaria och familjen Pertusariaceae.   Inga underarter finns listade i Catalogue of Life.